# ويليام ر. كريستوفر
ويليام ر. كريستوفر (بالإنجليزية: William R. Christopher)‏ هو فنان أمريكي، ولد في 1924، وتوفي في 1973.